# Болшой театър
 Тази статия е за театъра в Москва, Русия.  За историческия театър в Санкт Петербург вижте Болшой театър (Санкт Петербург).  
Болшо̀й театър (на руски: Большо́й теа́тр) е най-големият в Русия и един от най-значителните в света театри за опера и балет. Разположен е в центъра на Москва.

## История
За начало на театъра се смята 28 март 1776 г., когато губернаторът на Москва княз П. В. Урусов получава разрешение от императрица Екатерина II за театрални представления. Князът започва строителството на театъра, наречен „Петровски“ по адреса му на улица „Петровка“. Сградата обаче изгаря още преди откриването на театъра и князът възлага строителството на английския предприемач Майкъл (Михаил) Медокс, който построява т. нар. „Болшой Петровски театър“.
Това здание просъществува 25 г., докато не изгаря през 1805 г. Поредната нова сграда е построена от Й. И. Роси на Арбатския площад, но и тя, бидейки дървена, изгаря през 1812 г. по време на нашествието на Наполеон. През 1821 г. на първоначалното място пак започва строителство на сграда за театъра по проект на О. Бове и ректора на Петербургската академия А. Михайлов. Открита е на 6 януари 1825 г. и просъществува до 11 март 1853 г., когато я застига същата печална участ – тридневен пожар изпепелява всичко. Сградата, която днес всички възприемат като основна забележителност на Москва, е открита на 20 октомври 1856 г. по време на коронацията на Александър II.
От лятото на 2005 г. основното (историческото) здание на театъра е затворено за реставрация. Спектаклите и репетициите се провеждат в новата сграда, намираща се до основната. Първоначално реконструкцията е предвидена да завърши на 1 ноември 2009 г., когато е насрочена премиерата на операта на Михаил Глинка „Руслан и Людмила“. Реконструкцията е завършена едва през 2011 г. и театърът официално е открит на 28 октомври 2011 г.

## Състав
Театърът включва:
- балетна трупа
- оперна трупа
- оркестър
- сценично-духов оркестър

## Знаменити спектакли
Болшой театър е бил място на много исторически премиери, сред които:
- „Войвода“ и „Мазепа“ на Чайковски
- Една от версиите на „Борис Годунов“ на Модест Мусоргски, представена на 16 декември 1888 г.
- „Алеко“ и „Франческа да Римини“ на Рахманинов
- „Псковитянка“ на Николай Римски-Корсаков, с Фьодор Шаляпин в ролята на Иван Грозни
- „Лейди Макбет от Мценска околия“ на Дмитрий Шостакович през 1935 г.